# Dulkadirliyarımkale, Kırşehir
Dulkadirliyarımkale là một xã thuộc thành phố Kırşehir, tỉnh Kırşehir, Thổ Nhĩ Kỳ. Dân số thời điểm năm 2010 là 198 người.